# Canoë-kayak aux Jeux africains de 2011
Navigation
2019
Les compétitions de canoë-kayak aux Jeux africains de 2011 ont lieu du 6 au 11 septembre 2011 à Maputo, au Mozambique. 

## Médaillés

### Hommes

#### Slalom
| K1 | Donavan Wewege (RSA) | Nadjib Mazar (ALG)  | Mohamed Ali Mrabet (TUN) |  |  |  |
|    |                      |                     |                          |  |  |  |
| C1 | Nadjib Mazar (ALG)   | Cyprian Ngidi (RSA) | Ndiate Gueye (SEN)       |  |  |  |

### Femmes

#### Sprint
| K1 200 m | Bridgitte Ellen Hartley (RSA)                         | Afef Ben Ismaïl (TUN)           | Khathia Bâ (SEN)                     |  |  |  |
| K1 500 m | Bridgitte Ellen Hartley (RSA)                         | Afef Ben Ismaïl (TUN)           | Khathia Bâ (SEN)                     |  |  |  |
| K2 500 m | Afrique du Sud Bridgitte Ellen Hartley Tiffany Kruger | Kenya Diana Natecho Mooren Rono | Nigeria Adeola Iwajomo Lilian Japhet |  |  |  |
|          |                                                       |                                 |                                      |  |  |  |
| C1 200 m | Fátima António (ANG)                                  | Madjiguène Seck (SEN)           | Lilian Japhet (NGA)                  |  |  |  |

#### Slalom
| Épreuves | Or                    | Argent              | Bronze                |
| -------- | --------------------- | ------------------- | --------------------- |
| K1       | Afef Ben Ismaïl (TUN) | Lilian Japhet (NGA) | Madjiguène Seck (SEN) |

## Tableau des médailles
| Rang  | Nation               | Or | Argent | Bronze | Total |
| ----- | -------------------- | -- | ------ | ------ | ----- |
| 1     | Afrique du Sud       | 8  | 3      | 0      | 11    |
| 2     | Tunisie              | 3  | 4      | 1      | 8     |
| 3     | Angola               | 2  | 1      | 2      | 5     |
| 4     | Algérie              | 1  | 3      | 0      | 4     |
| 5     | Kenya                | 1  | 2      | 1      | 4     |
| 6     | Sénégal              | 0  | 1      | 5      | 6     |
| 7     | Nigeria              | 0  | 1      | 2      | 3     |
| 8     | Égypte               | 0  | 0      | 1      | 1     |
| 8     | Mozambique           | 0  | 0      | 1      | 1     |
| 8     | Sao Tomé-et-Principe | 0  | 0      | 1      | 1     |
| Total | Total                | 15 | 15     | 14     | 44    |